# Torino 2006 (jeu vidéo)
Torino 2006 est un jeu vidéo sur les Jeux olympiques d'hiver de 2006 à Turin en Italie. Les sports présents sont la luge, le bobsleigh, le biathlon, le patinage de vitesse, le saut à ski, le ski alpin, le ski de fond et le combiné nordique.

## Sites olympiques
Dans le jeu vidéo les sites olympiques sont bien réels :
- Sestriere Borgata - ski alpin (descente, super-G)
- Sestriere Colle - ski alpin (slalom géant, slalom)
- Pragelato - Saut à ski, ski de fond, combiné nordique
- Cesana San Sicario - biathlon
- Cesana Pariol - luge, bobsleigh
- Torino Oval Lingotto - patinage de vitesse

## Nations représentées
Il y a 24 pays représentés dans le jeu.
| - Australie - Autriche - Belgique - Canada - Croatie - République tchèque | - Danemark - Finlande - France - Allemagne - Grande-Bretagne - Italie | - Japon - Corée du Sud - Pays-Bas - Norvège - Chine - Pologne | - Russie - Slovénie - Espagne - Suède - Suisse - États-Unis |

## Équipes spéciales
Ce sont des équipes représentant une région ou un pays. Elles peuvent être débloquées en relevant des défis.
| - Europe - Italie - Allemagne - États-Unis - France - Jamaïque |

## Commentateurs
Dans le jeu, il y a 2 commentateurs pour les 5 langues disponibles (anglais, allemand, espagnol, italien, français) :
- Anglais : Jeff Caster, West Westbrook
- Allemand : Hans Joachim Peters, Volker Bogdan
- Espagnol : Alejandro Gonzalez, E. Garcia
- Italien : Emilio de Marchi, Dario de Muro
- Français : Jacky Nonnon, Guillaume Boullay